# Dion (chanteur)
Pour les articles homonymes, voir Dion.
Dion (de son vrai nom Dion Dawson) est un chanteur américain de R'n'B. Il est connu pour être notamment le « protégé » du producteur de hip-hop Hi-Tek. Ce dernier a un accord pour produire des sons pour les artistes du label de Dr. Dre, Aftermath Entertainment. Ainsi, Dre est surpris par le talent du jeune chanteur et décide de le signer sur Aftermath. En 2005, il apparait donc sur le 1er album studio de The Game, The Documentary sur le titre I'm Runnin. Il est présent sur les projets d'Hi-Tek dont Hi-Teknology² : The Chip en 2006.
Hi-Tek décrit Dion comme une sorte de « nouveau Marvin Gaye », un jeune chanteur qui n'a pas le défaut des autres chanteurs RnB de sa génération[citation nécessaire].

## Apparitions/collaborations

### 2004
- 213 - The Hard Way[1]
  - Twist Yo Body

### 2005
- The Game - The Documentary
  - I'm Runnin
- 50 Cent - The Massacre
  - Ryder Music

### 2006
- Hi-Tek - Hi-Teknology² : The Chip
  - 1-800-HOMICIDE (feat. The Game)
  - Keep It Moving (feat. Q-Tip & Kurupt)
  - Let It Go (feat. Talib Kweli)
  - Where It Started At (NY) (feat. Jadakiss, Raekwon, Papoose & Talib Kweli)

### 2007
- Hi-Tek - Hi-Teknology 3 : Underground
  - My Piano (feat. Raekwon & Ghostface Killah)
  - Step It Up (Remix) (feat. Little Brother)
  - Time (feat. Talib Kweli)
  - Back On The Grind (feat. Riz & Kurupt)
- Little Brother - Get Back
  - Step It Up
- Talib Kweli - Eardrum
  - More Or Less
- Young Buck - Buck The World
  - I Ain't Fuckin' Wit You! (feat. Snoop Dogg & Trick Daddy)

## Sources
1. ↑  ProdBy // The Net #1 Source for Hip-hop Productions and Discographies